# Редло (Свідвинський повіт)
Редло (пол. Redło) — село в Польщі, у гміні Полчин-Здруй Свідвинського повіту Західнопоморського воєводства.
Населення — 1122 особи (2011).

## Демографія
Демографічна структура станом на 31 березня 2011 року:
|          | Загалом | Допрацездатний вік | Працездатний вік | Постпрацездатний вік |
| -------- | ------- | ------------------ | ---------------- | -------------------- |
| Чоловіки | 561     | 126                | 400              | 35                   |
| Жінки    | 561     | 112                | 358              | 91                   |
| Разом    | 1122    | 238                | 758              | 126                  |